# 郑颛
郑颛（?—?），辽朝官员。辽道宗时宰相。
寿昌六年（1100年）郑颛在宰相位。六月，当时宋徽宗即位，遣使来报辽国告徽宗即位事，有司案牍将“嗣位”书为“登宝位”，辽道宗大怒，出郑颛为知兴中府事。中书侍郎、平章事韩资让被贬出为崇义军节度使，御史中丞韩君义为广顺军节度使。